# Лодзь-Артурувек
Лодзь-Артурувек (пол. Łódź Arturówek) — остановочный пункт в городе Лодзь (расположен в дзельнице Балуты, в микрорайоне Артурувек), в Лодзинском воеводстве Польши. Имеет 1 платформу и 1 путь.
Остановочный пункт (платформа) Лодзь-Артурувек на железнодорожной линии Лодзь-Видзев — Кутно был установлен в 1967 году и закрыт в 1988 году. Однако пункт восстановили на вновь в 2014 году для поездов городской железной дороги лодзинской агломерации («Лодзинская агломерационная железная дорога»).